# Kleine heivlinder
De kleine heivlinder (Hipparchia statilinus) is een dagvlinder uit de subfamilie Satyrinae, de zandoogjes en erebia's. De vlinder heeft een spanwijdte van 21 tot 25 millimeter.
De vlinder komt voor in Centraal- en Zuid-Europa, Noord-Afrika, Klein-Azië en de Kaukasus. In Nederland staat de vlinder op de rode lijst als kwetsbaar en komt alleen voor op de Veluwe, met name op het Kootwijkerzand. Het leefgebied van de kleine heivlinder is zeer droog en schraal open grasland. Sinds 1930 is de vlinder in Vlaanderen niet meer aangetroffen.
Waardplanten van de rupsen zijn onder andere buntgras, dravik, zandstruisgras en vedergras. De rupsen groeien erg langzaam waardoor de vliegtijd van de enige generatie per jaar pas begint in juli en kan lopen tot oktober.